# Lista över myndigheter inrättade av regeringen Carlsson III
Detta är en lista över myndigheter inrättade av regeringen Carlsson III mellan oktober 1994 och mars 1996.

## 1995
- Styrelsen för internationellt utvecklingssamarbete (1 juli)
- Överklagandenämnden för totalförsvaret (1 juli)
- Statens institut för kommunikationsanalys (1 juli)
- Delegationen för genomförande av vissa EU-program inom utbildning (1 juli)
- Högskoleverket (1 juli)
- Arbetslivsinstitutet (1 juli)
- Rådet för arbetslivsforskning (1 juli)
- Delegationen för utländska investeringar i Sverige (1 juli)
- Turistdelegationen (1 juli)
- Fastighetsmäklarnämnden (1 oktober)

## 1996
- Kärnavfallsfondens styrelse (1 januari)
- Inspektionen för strategiska produkter (1 februari)